# Crotenay
Crotenay település Franciaországban, Jura megyében. Lakosainak száma 619 fő (2022. január 1.). Crotenay Montrond, Champagnole, Pont-du-Navoy, Besain, Bonnefontaine és Picarreau községekkel határos.

## Népesség
A település népességének változása:
| Lakosok száma | 373  | 582  | 579  | 632  | 667  | 670  | 640  | 630  | 634  | 619  |
|               | 1968 | 1982 | 1990 | 2006 | 2013 | 2015 | 2017 | 2019 | 2020 | 2022 |